# Países bálticos

As nações bálticas

Os países bálticos ou estados bálticos constituem uma região a nordeste da Europa, limita-se a leste do mar Báltico, onde estão localizados os Estados modernos da Estônia, Letônia e Lituânia.

## História
A região foi incorporada na Europa cristã a partir do século XIII pela ação de ordens religiosas, nomeadamente a Ordem Teutónica. Esta manteve o controle da região até o início do século XVI, perdendo, porém, a cidade de Memel (atual Klaipėda) para os lituanos. No século seguinte, os suecos tomaram a parte setentrional da região (Estônia e Livônia), enquanto a parte sul ficou sob controle polonês (Curlândia e Lituânia). Gradativamente, os países bálticos foram sendo conquistados pelo Império Russo; Pedro, o Grande obteve dos suecos a parte setentrional e sua sucessora, Catarina II da Rússia, conquistou a parte meridional.
Os estados bálticos permaneceram parte integrante do Império Russo até 1918 quando ocorreu a revolução russa e, aproveitando-se da debilidade do novo regime comunista, a República da Lituânia, Letônia e Estônia declaram-se estados independentes da influência russa e comunista. A soberania durou entre 1918 e 1940, ano no qual foram reanexados, desta vez pela União Soviética como parte do acordo com a Alemanha Nazista, seguido por um período de ocupação alemã entre 1941 e 1944-1945 (RSS da Lituânia, RSS da Letônia e RSS da Estônia). Somente em 1991, com o colapso da União Soviética, os três países restauram a sua independência 46 anos depois. As três repúblicas eram chamadas "Tribálticas", um termo depreciativo na língua russa que significa "territórios bálticos". Os habitantes dos três países preferiam o termo "bálticas".
A maioria dos países ocidentais considerou que a incorporação da Lituânia, Letônia e Estônia na URSS tinha sido ilegal, e formalmente não as consideravam parte da União Soviética. Esta interpretação legal mantém-se hoje em dia e é partilhada pelos governos e pela maior parte da população dos três países.
O longo período de controle russo teve como consequência uma elevada porcentagem de populações de origem russa nos novos países, o que tem levado a choques com a Rússia, a qual faz fronteira com cada um dos países bálticos.

## Estatísticas gerais
Os três estados são repúblicas unitárias, ingressaram na União Europeia em 1 de maio de 2004, usam o fuso horário EET/EEST, têm o euro como moeda e fazem parte do Espaço Schengen.
|                                                                   | Estônia                                                                                       | Letônia                                                                                      | Lituânia                                                                                      | Total       |
| ----------------------------------------------------------------- | --------------------------------------------------------------------------------------------- | -------------------------------------------------------------------------------------------- | --------------------------------------------------------------------------------------------- | ----------- |
| Brasão de Armas                                                   |                                                                                               |                                                                                              |                                                                                               | —           |
| Bandeira                                                          | Estónia                                                                                       | Letónia                                                                                      | Lituânia                                                                                      | —           |
| Capital                                                           | Tallinn                                                                                       | Riga                                                                                         | Vilnius                                                                                       | —           |
| Independência                                                     | - século XIII - 24 de fevereiro de 1918 - restauração da independência — 21 de agosto de 1991 | - século XIII - 18 de novembro de 1918 - restauração da independência — 21 de agosto de 1991 | - século XVIII - 16 de fevereiro de 1918 - restauração da independência — 11 de março de 1990 | —           |
| Sistema político                                                  | república parlamentarista                                                                     | república parlamentarista                                                                    | semipresidencialismo                                                                          | —           |
| Parlamento                                                        | Riigikogu                                                                                     | Saeima                                                                                       | Seimas                                                                                        | —           |
| Atual presidente                                                  | Alar Karis                                                                                    | Edgars Rinkēvičs                                                                             | Gitanas Nausėda                                                                               | —           |
| População (2017)                                                  | 1 317 797                                                                                     | 1 957 200                                                                                    | 2 849 317                                                                                     | 6 124 314   |
| Área                                                              | 45 339 km²                                                                                    | 64 589 km²                                                                                   | 65 300 km²                                                                                    | 175 228 km² |
| Densidade                                                         | 29 hab./km²                                                                                   | 31 hab./km²                                                                                  | 44 hab./km²                                                                                   | 35 hab./km² |
| Porcentagem de água                                               | 4,56%                                                                                         | 1,5%                                                                                         | 1,35%                                                                                         | 2,23%       |
| PIB nominal (em 2017 e em bilhões de dólares $US)                 | 25 683                                                                                        | 30 176                                                                                       | 46 666                                                                                        | 102 525     |
| PIB nominal per capita (em 2017 e em $US)                         | 19 618                                                                                        | 15 402                                                                                       | 16 443                                                                                        | 16 790      |
| PIB em paridade do poder de compra) (em 2017 e em bilhões de $US) | 41 202                                                                                        | 53 467                                                                                       | 90 632                                                                                        | 185 301     |
| PIB em paridade do poder de compra per capita(em 2017 e em $US)   | 31 473                                                                                        | 27 291                                                                                       | 31 935                                                                                        | 30 350      |
| Coeficiente de Gini (2012)                                        | 33,2                                                                                          | 35,5                                                                                         | 35,2                                                                                          | —           |
| IDH (em 2015)                                                     | 0,871 (muito alto)                                                                            | 0,847 (muito alto)                                                                           | 0,858 (muito alto)                                                                            | —           |
| Internet (domínio de topo de código de país)                      | .ee                                                                                           | .lv                                                                                          | .lt                                                                                           | —           |
| Prefixos telefônicos                                              | +372                                                                                          | +371                                                                                         | +370                                                                                          | —           |